# Antonio Allegri da Correggio

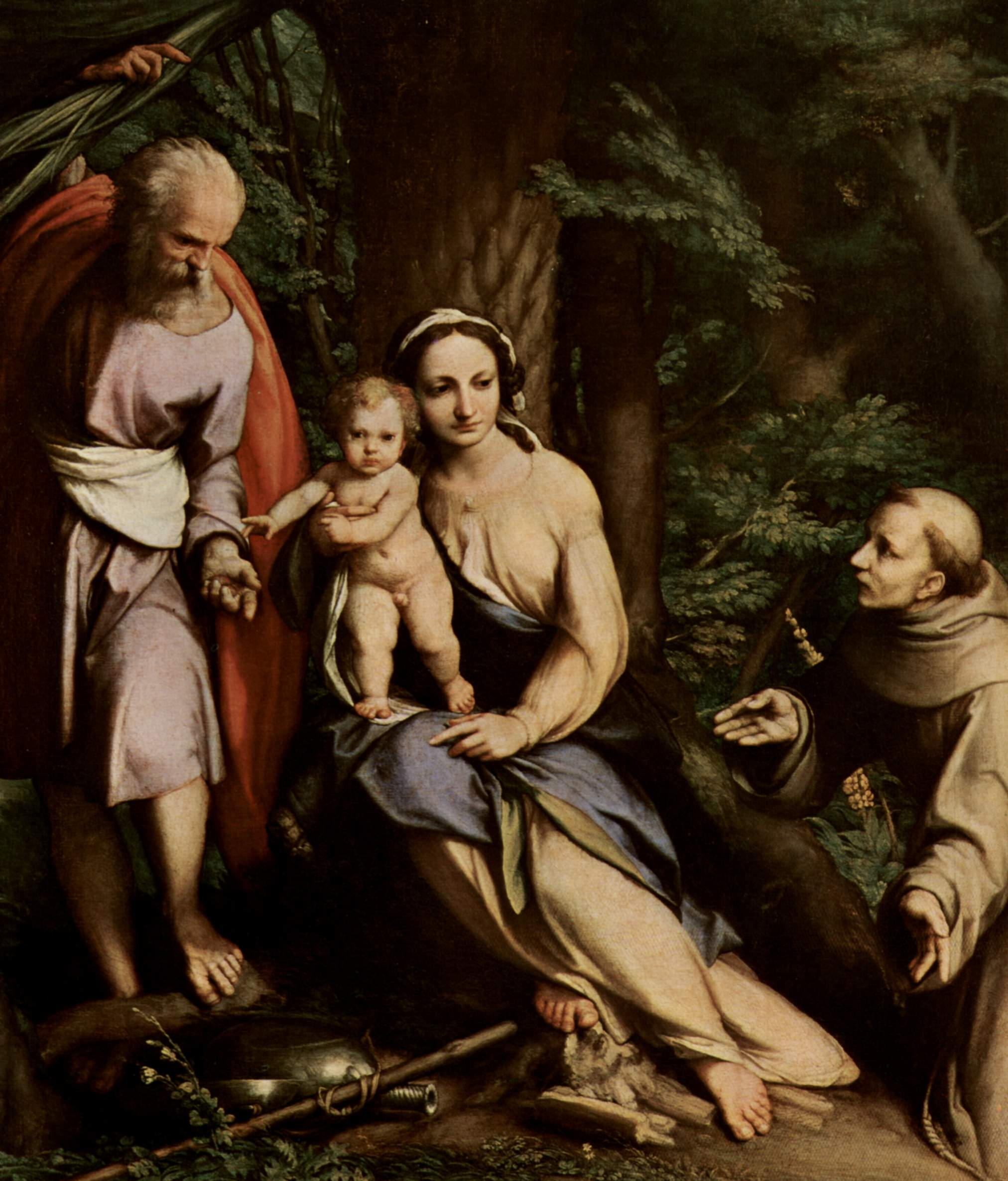
Odpoczynek podczas ucieczki do Egiptu (1516)

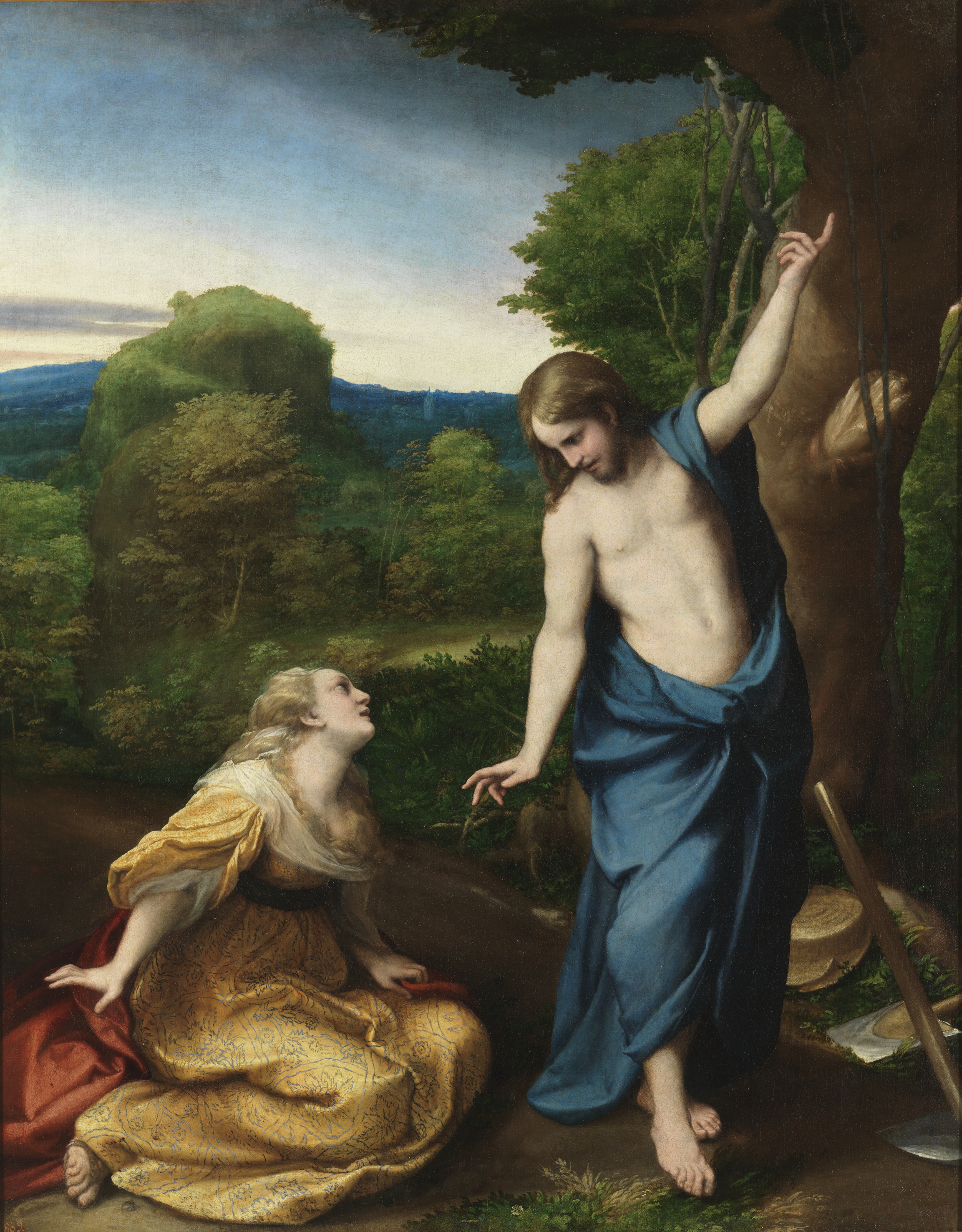
Noli me tangere (ok. 1525)

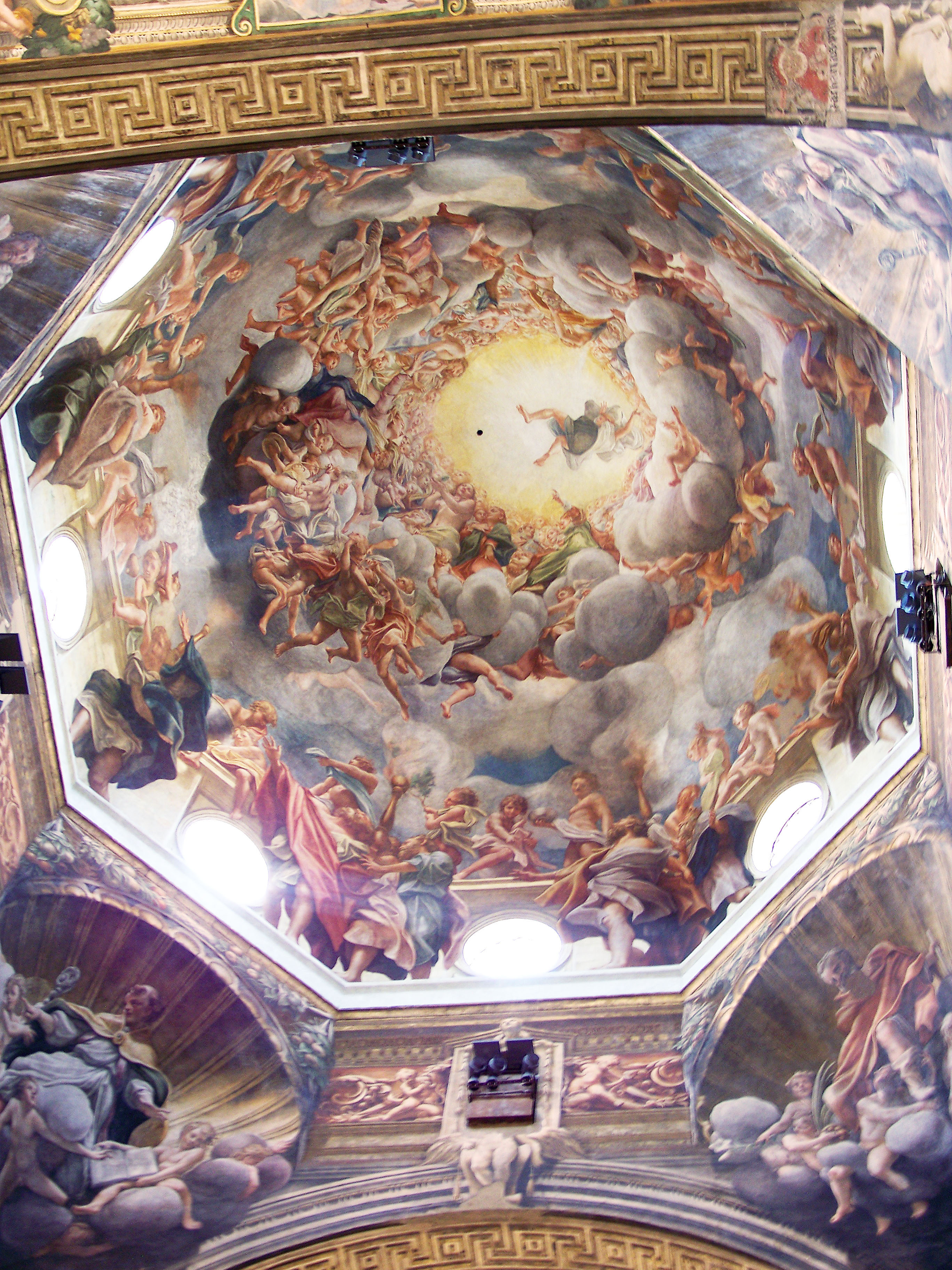
Wniebowzięcie Marii (fresk) (1526-30)

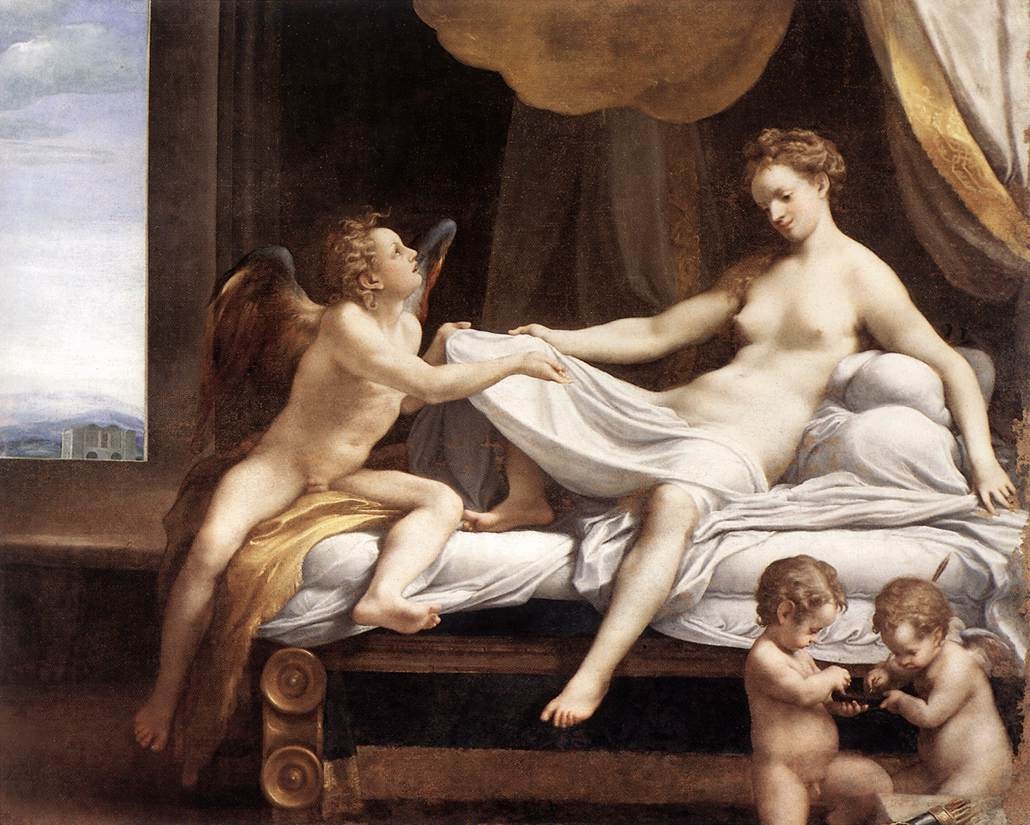
Danae (1531-32)

Correggio, właśc. Antonio Allegri (ur. w 1494 w Correggio k. Parmy, zm. 5 marca 1534 tamże) – włoski malarz, rysownik i freskant okresu dojrzałego renesansu; przedstawiciel cinquecenta.
Kształcił się w pracowni mało znanego malarza z Ferrary. Na jego twórczość wpłynęły dzieła Andrei Mantegni i Leonarda da Vinci. W Rzymie studiował freski sklepienia kaplicy Sykstyńskiej, które zainspirowały go w pracy nad malowidłami w klasztorze San Paolo w Parmie. Artysta podzielił sklepienie na szesnaście sektorów, w których pomiędzy dekoracją z girland namalował iluzjonistyczne prześwity z postaciami putt. W katedrze parmeńskiej artysta ozdobił kopułę przedstawieniem Wniebowzięcia Marii (1526-1530). Wnętrze kopuły nie zostało podzielone na fragmenty, ale potraktowane jako jedność.
Jego dekoracyjne malarstwo cechuje silny światłocień, zmysłowe piękno, sławi urodne życia i piękno, śmiałe skróty, efekty iluzjonistyczne, ruch brył, świetlistymi układami brył i diagonalne kompozycje. Podobnie jak Rafaelo unaocznia w swoich pracach renesansowe piękno i idee estetyczne. Przejął on i w pewnym stopniu rozwinął sfumato od Leonarda, tworząc malarstwo, w którym do czasów Caravaggia nigdzie we Włoszech nie oddano tak bogato i wszechstronnie stosunków światłocieniowych.
Zapowiadając barok, choć w odmienny charakterze, ujmował poruszające się ciała w bardzo śmiałej skrótach perspektywicznych tworząc z nich dynamiczne i skomplikowane układy, które uzyskują szczyt skomplikowania we freskach z kopuły katedry w Parmie z aniołkami przedstawionymi od dołu. Przy budowie form i organizowaniu przestrzeni równorzędną rolę odgrywał z walorem kolor. Połączył on toskańską problematykę układu brył w przestrzeni z weneckim koloryzmem i rzymską idealizacją. Wbrew pozorom sztuka Correggia nie jest barokowa. Różni ją od tamtej zachowanie klasycznej i harmonijnej maniery oraz brak barokowej egzaltacji i patosu.
Malował obrazy o treści religijnej, których laicyzacja treści transcendentalnych jest jeszcze bardziej radykalna niż w XV wieku. Zjawiska nadprzyrodzone zyskują na zmysłowej konkretności a idealizacja pozbawiona jest neoplatońskiej „ascencio” czy antycznej antropomorfizacji bóstw.

## Wybrane dzieła
- Mistyczne zaślubiny św. Katarzyny – 1510-14, 136,2 × 123,2 cm, Institute of Arts, Detroit
- Mistyczne zaślubiny św. Katarzyny – 1510-15, 29 × 22 cm, National Gallery of Art, Waszyngton
- Judyta – 1512-14, 27 × 20 cm, Musée des Beaux-Arts, Strasburg
- Madonna z Dzieciątkiem, dwoma aniołami i cherubinkami – 1513, 20 × 16 cm, Uffizi, Florencja
- Pokłon Trzech Króli – 1514, 84 × 108 cm, Pinakoteka Brera, Mediolan
- Madonna ze św. Franciszkiem – 1514-15, 299 × 245 cm, Galeria Obrazów Starych Mistrzów w Dreźnie
- Madonna z Dzieciątkiem (Cyganeczka) – 1515-16, 49 × 37 cm, Museo di Capodimonte, Neapol
- Odpoczynek podczas ucieczki do Egiptu ze św. Franciszkiem – 1516, 146 × 136 cm, Uffizi, Florencja
- Święta Rodzina z małym św. Janem – 1517, 63 × 53 cm, Musée des Beaux-Artes, Orlean
- Święci Piotr, Marta, Maria Magdalena i Leonardo – 1517, 221 × 161 cm, Metropolitan Museum of Art, Nowy Jork
- Madonna Campori – 1517-18, 58 × 45 cm, Galleria Estense, Modena
- Portret szlachcianki – 1517-19, 103 × 88 cm, Ermitaż, Sankt Petersburg
- Noli me tangere – 1518, 105 × 102 cm, Prado, Madryt
- Opłakiwanie Chrystusa (Zdjęcie z krzyża) – 1520-23, 157 × 182 cm, Galleria Nazionale, Parma
- Męczeństwo czterech świętych  – 1520-23, 157 × 182 cm, Galleria Nazionale, Parma
- Madonna z Dzieciątkiem i aniołem – 1522-25, 69 × 57 cm, Muzeum Sztuk Pięknych w Budapeszcie
- Pokłon pasterzy (Noc) – 1523-30, 256,5 × 188 cm, Galeria Obrazów Starych Mistrzów w Dreźnie
- Modlitwa w Ogrójcu – ok. 1524, 37 × 40 cm, Wellington Museum, Londyn
- Noli me tangere – ok. 1523-1524, 130 × 103 cm, Prado, Madryt
- Portret mędrca – 1525, 55 × 40 cm, Muzeum Thyssen-Bornemisza, Madryt
- Madonna ze św. Sebastianem – 1525, 265 × 161 cm, Galeria Obrazów Starych Mistrzów w Dreźnie
- Madonna adorująca Dzieciątko – 1525-26, 82 × 68 cm, Uffizi, Florencja
- Ecce Homo – 1525-30, 99,7 × 80 cm, National Gallery w Londynie
- Pokłon pasterzy (Noc) – 1525-30, 256,5 × 188 cm, Galeria Obrazów Starych Mistrzów w Dreźnie
- Mistyczne zaślubiny św. Katarzyny Aleksandryjskiej – 1526, 105 × 102 cm, Luwr, Paryż
- Madonna ze św. Hieronimem (Dzień) – 1527-28, 205 × 141 cm, Galleria Nazionale, Parma
- Wenus, Amor i satyr (Sen Wenus)  – 1528, 188,5 × 125,5 cm, Luwr, Paryż
- Wenus, Merkury i Amor (Edukacja Amora) – 1528, 155 × 92 cm, National Gallery w Londynie
- Odpoczynek podczas ucieczki do Egiptu – 1530, 218 × 137 cm, Galleria Nazionale, Parma
- Madonna ze św. Jerzym – 1530-31, 285 × 190 cm, Galeria Obrazów Starych Mistrzów w Dreźnie
- Miłosne przygody Jowisza (cykl obrazów mitologicznych dla Fryderyka II Gonzagi, księcia Mantui)
  - Danae – 1531-32, 161 × 193 cm, Galeria Borghese, Rzym
  - Jowisz i Io – 1531-32, 163,5 × 70,5 cm Muzeum Historii Sztuki w Wiedniu
  - Leda z łabędziem – 1531-32, 152 × 191 cm, Gemäldegalerie, Berlin
  - Porwanie Ganimedesa – 1531-32, 163,5 × 70,5 cm, Muzeum Historii Sztuki w Wiedniu
- Alegoria Cnoty – 1532, 141 × 86 cm, Luwr, Paryż
- Alegoria Występku – 1532, 141 × 86 cm, Luwr, Paryż

## Freski
Wykonywał freski, które odegrały szczególną rolę w jego twórczości i oddziałały na sztukę kolejnych stuleci. Malowidła o pełnym iluzjonizmie, trójwymiarowości brył i przestrzeni na płaszczyźnie, stały się wzorem dla plafonowego malarstwa barokowego.
- Diana, putta i symbole łowów – ok. 1519, 645 × 687 cm, Klasztor San Paolo, Parma (komnata przeoryszy)
- Wniebowstąpienie Chrystusa (Wizja św. Jana na Patmos) – 1520-24, San Giovanni Evangelista, Parma (kopuła)
- Koronacja Marii – 1522-24, katedra w Parmie (absyda)
- Wniebowzięcie Marii – 1524-30, 1900 × 2800 cm, katedra w Parmie (kopuła)